# Päkkerivier
De Päkkerivier (Zweeds: Bekkejohka) is een bergrivier die stroomt in de Zweedse  gemeente Kiruna. De rivier krijgt haar water uit het Giehpanjávri en later uit het Päkkejaure. Ze stroomt oostwaarts en stroomt samen met de Kårverivier. Ze is 3 kilometer lang.
Afwatering: Päkkerivier → Kårverivier → Tavvarivier → Lainiorivier → Torne → Botnische Golf